# 扶桑花女孩
《扶桑花女孩》是一部日本電影，改編自日本常磐市Hawaiian Center（現為Spa Resort Hawaiians）的成立過程，由導演李相日執導。

## 故事簡介
在昭和40年（1965年），日本福島縣常磐以煤礦維生的小鎮逐漸沒落，而鎮長打算興建「夏威夷度假中心」來拯救小鎮的失業危機。度假中心的負責人吉本（岸部一德 飾）特地從東京聘請一位舞蹈老師平山圓香（松雪泰子 飾）教導礦工的女兒們練習草裙舞，但此事受到當地居民的大力阻撓。谷川紀美子（蒼井優 飾）與木村早苗等人卻努力跟著舞蹈老師學舞，不久早苗的父親被解僱，早苗因為家庭因素不得不放棄自己的夢想。其後隨着大家的努力，扶桑花女孩逐漸打開知名度，紀美子的母親看到自己的女兒練舞的神情而產生了憐惜。她終於了解到，練習跳舞也是一種努力的付出。為了借用暖爐，她替渡假村四處奔走，表演當天還在舞台前面忘情的為自己的女兒加油。

## 演員
- 平山まどか(平山圓香)：松雪泰子
- 吉本紀夫：岸部一德
- 谷川紀美子：蒼井優
- 木村早苗：德永繪里
- 熊野小百合：山崎靜代
- 佐佐木初子：池津祥子
- 神山愛子：浅川稚広
- 蔦谷米子：安部魔凛碧
- 相馬純子：池永亜美
- 宮田比呂子：上野なつひ
- 岩田律子：内田晴子
- 内藤恵子：直林真里奈
- 小野寺ひらめ：近江麻衣子
- 小川直子：楓
- 岡本真理子：栗田裕里
- 武藤澄江：田川可奈美
- 福田将美：千代谷美穂
- 柳里子：豐川榮順
- 田口ゆき絵：中村雪乃
- 芦屋めい：中濱奈美子

其他人物
- 谷川洋二朗：豐川悦司（紀美子之兄）
- 谷川千代：富司純子（紀美子之母）
- 木村清二：高橋克實（早苗之父）
- 木村好恵：小野愛莉（早苗之妹）
- 木村実：高橋朗（早苗之弟）
- 木村美代：畠みゆう（早苗之妹）
- 佐々木太郎：鈴木寛弥（初子之子）
- 石田：寺島進
- 猪狩光夫：三宅弘城（洋二朗親友）
- 熊野五郎：志賀勝（小百合之父）
- 炭鉱労働組合幹部：大河内浩
- 若松浩司：菅原大吉（常磐炭鉱労務係長）
- 徹：眞島秀和

## 奖项
第30届日本電影金像獎：
- 最佳影片
- 最佳导演
- 最佳编剧
- 最佳女配角：蒼井優
- 最佳新人：蒼井優、山崎静代
- 最佳女主角提名：松雪泰子
- 最佳女配角提名：富司純子

2006年藍絲帶獎：
- 最佳影片
- 最佳女主角：蒼井優

電影旬報十佳獎
- 最佳日本影片

## 與現實差異處
- 劇中舞團指導老師平山圓香是設定為因欠債不得不躲到鄉下的前SKD(松竹歌劇團)成員。而現實中舞團最初的指導老師為與SKD毫無關係的早川和子，曾留學夏威夷，並於返國後受邀前往常盤市指導草裙舞。
- 谷川紀美子此一角色取材自舞團第一期成員中的小野恵美子(舊姓豐田)。劇中季美子設定為到了高中才開始接觸舞蹈的學生，然而現實中的恵美子從小學二年級開始即學習芭蕾舞，並曾於高中時代擔任舞蹈社的領舞，且在加入舞團時已是團中最年長的成員(21歲)，除了擔任領隊以外，亦是身兼早川和子老師左右手的角色。